# Église Saint-Valentin-de-Rome d'Autricourt
Pour les articles homonymes, voir Église Saint-Valentin.
L'église Saint-Valentin-de-Rome est une église catholique située à Autricourt, en France.

## Localisation
L'église Saint-Valentin-de-Rome est située dans le département français de la Côte-d'Or, sur la commune d'Autricourt

## Historique
Le chevet est de la fin du XVe siècle. Les cinq premières travées de la nef, le vestibule et la façade sont construites en 1786 par Pierre-Jean Guillemot.

## Description

### Architecture
L'église Saint-Valentin-de-Rome possède un chœur et un chevet remarquables.

### Mobilier
Le mobilier liturgique de l'église paroissiale Saint-Valentin (autel, tabernacle, clôture du chœur, fonts baptismaux, chaire…) est inscrit à l’Inventaire général du patrimoine culturel ainsi que :
- des tableaux : sainte Anne, saint Joachim et la Vierge Marie (XVIIe siècle), la Cène (XVIIe siècle), donation du Rosaire à saint Dominique et sainte Catherine de Sienne (XVIIe siècle) ;
- statuaire : deux Vierge à l'Enfant (XIVe siècle, XIXe siècle), sainte Barbe (XVe siècle) saint Nicolas (XVIIIe siècle), sainte Catherine d’Alexandrie, deux saint Valentin de Rome (XVIe siècle, XVIIIe siècle), deux christ en Croix (XVIIe siècle, XVIIIe siècle)[1].

## Protection
À l'exclusion de la façade et du clocher, l'église est classée au titre des monuments historiques en 1914.